# AMZ Żubr
AMZ Żubr − pojazd pancerny produkcji polskiej, najcięższy z dotychczasowych pojazdów firmy AMZ-Kutno. Jego masa to ok. 12 ton.

## Historia
12 marca 2008 r. po raz pierwszy zaprezentowano publicznie prototyp wersji specjalnej Żubr-P jako nośnik platformę systemów specjalnych, np. zabudowanej kolumny wyrzutni systemu POPRAD, radaru N-26/MMSR. Podstawowa wersja pojazdu zadebiutowała w czerwcu 2008. Wykorzystano podwozie Iveco EuroCargo 4x4 oraz silnik Iveco NEF N60ENTC o mocy 202 KW (275 KM). Pojazd został tak zaprojektowany, aby mógł zmieścić się w ładowni samolotu transportowego C-130 Hercules. Ma być używany m.in. przez polski kontyngent w Afganistanie.
Według producenta pojazd jest odporny na przestrzelenie z broni o kalibrze 12,7 mm, oraz jest odporny na wybuchy np. min pułapek dzięki opancerzeniu pod podwoziem w kształcie litery „V”, które rozprasza siłę eksplozji. Pojazd spełnia wymagania kuloodporności oraz odporności na działanie pocisków artyleryjskich w/g STANAG 4569 poziom 4, zaś odporność na wybuchy w klasie 3a/3b.
Żubr-P ma ładowność 2000 kg, dodatkowo może ciągnąć przyczepę o maksymalnej masie 1500 kg.
Pierwsze dwa Żubry-P zostały przekazane Wojsku Polskiemu 8 lutego 2011

## Wersje
1. Żubr P – nośnik systemów POPRAD, radarów Soła i Bystra oraz wozu kierowania ogniem WG-35[2]
2. Żubr MMSR – nośnik stacji radiolokacyjnej N-26A/MMSR
3. Żubr WD – wersja wozu dowodzenia
4. Żubr Argus – wersja policyjna[3]

Planowano wariant artyleryjskiego wozu rozpoznawczego (Żubr-AWR) dla kompanijnego modułu ogniowego M120K Rak, wyposażony w pokładowy zestaw obserwacyjno-rozpoznawczy z radarem pola walki Thales Squire i głowicą optoelektroniczną na rozkładanym 4-metrowym maszcie, oraz wynośny zestaw obserwacyjno-rozpoznawczy i uzbrojony w zdalnie sterowane stanowisko z 7,62 mm UKM-2000C. Prototyp powstał w 2012 roku, jednakże podwozie nie przeszło badań kwalifikacyjnych i ostatecznie wojsko w 2016 roku zdecydowało wykorzystać jako bazę dla AWR transporter KTO Rosomak, a prototyp Żubra-AWR przekazano Wojskowej Akademii Technicznej.

## Galeria

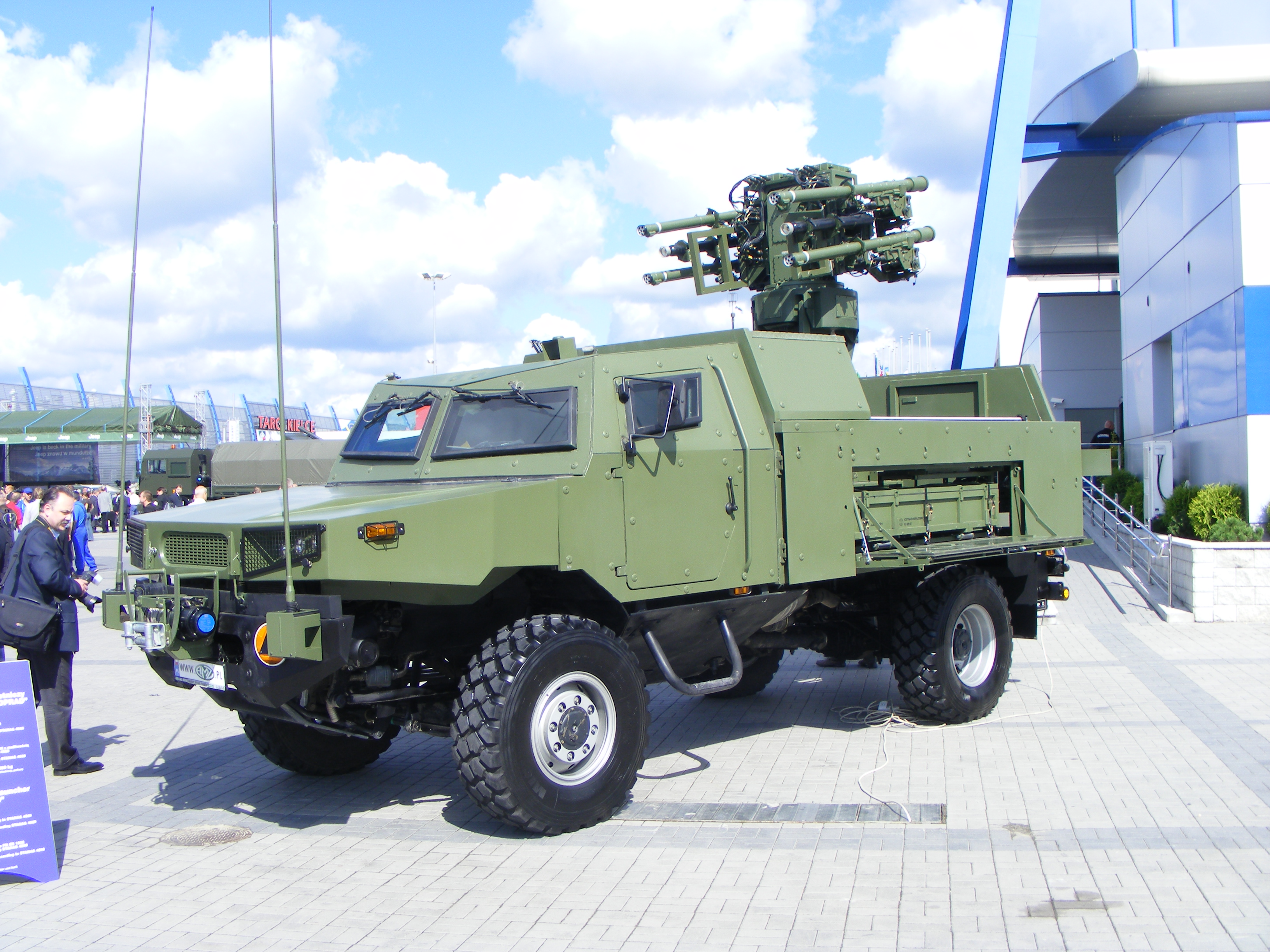
AMZ Żubr P jako nośnik systemu POPRAD
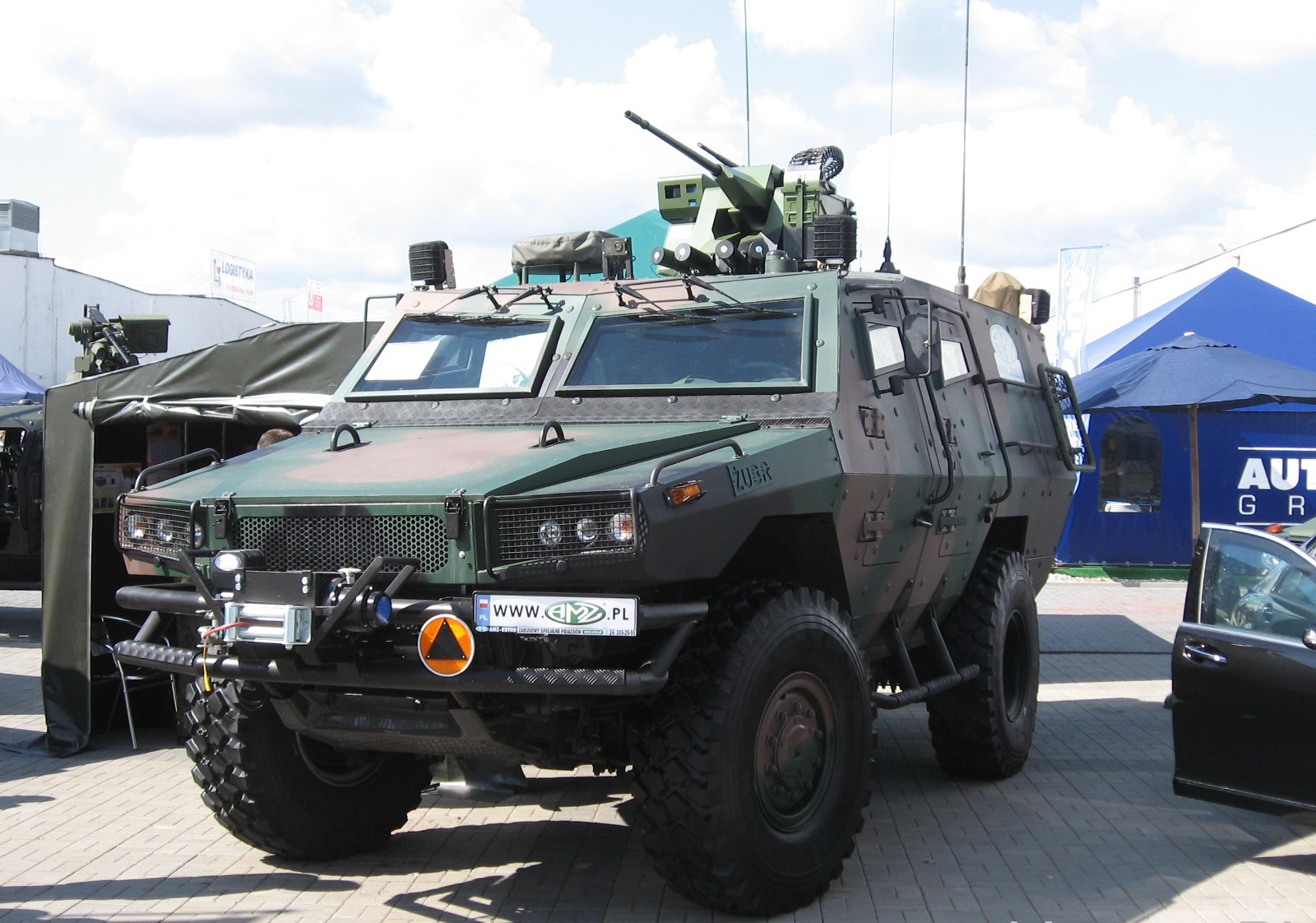
AMZ Żubr WD na "MSPO 2008"
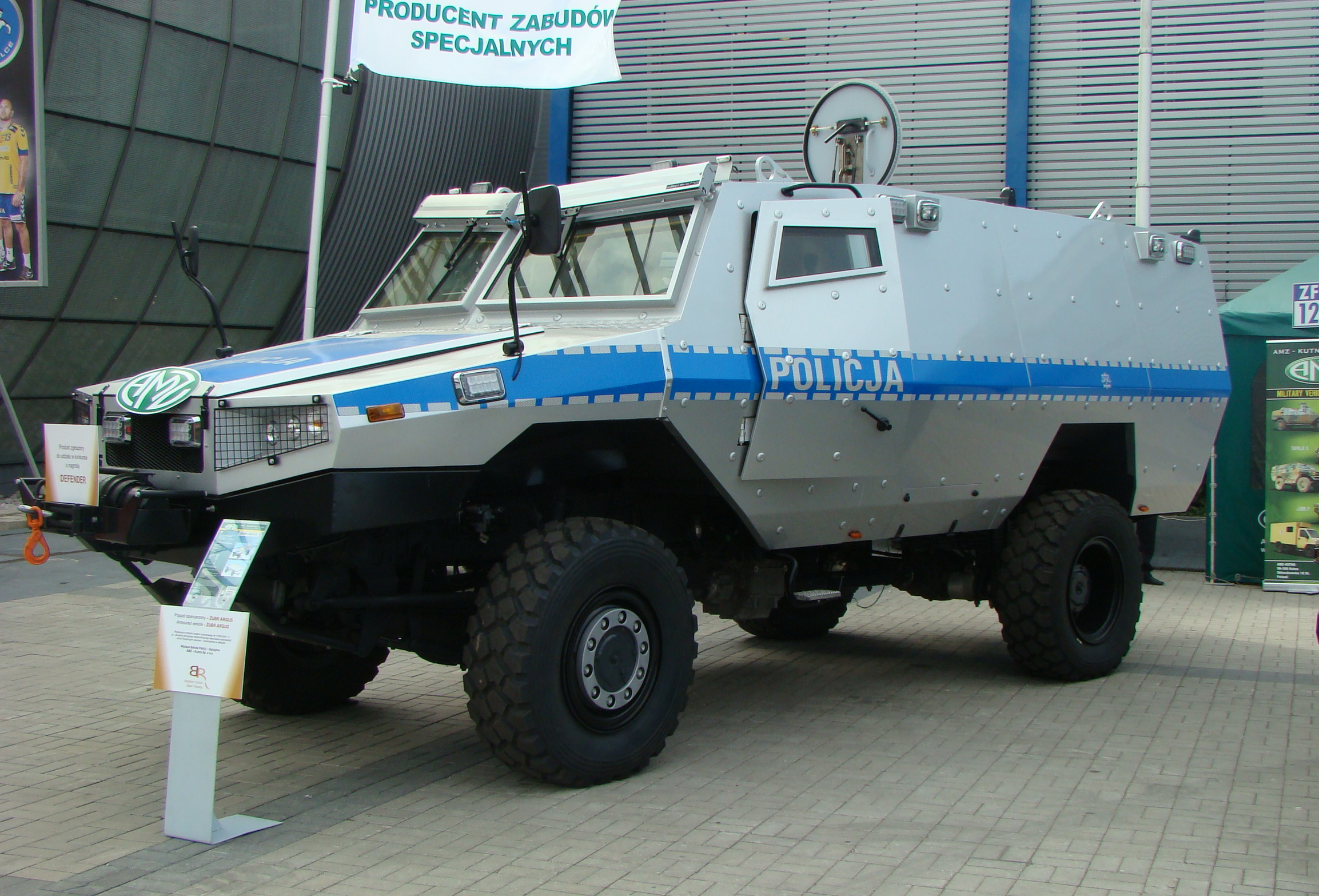
AMZ Żubr Argus